# Ясмина Перазич
Ясмина Перазич (6 грудня 1960) — югославська баскетболістка.
Учасниця Олімпійських Ігор 1980, 1984 років.
Бронзова призерка Олімпійських ігор 1980 року.
Переможниця літньої Універсіади 1987 року, бронзова призерка 1983 року.
Срібна призерка Чемпіонату Європи 1987 року.